# Agave attenuata
Agave attenuata Salm-Dyck, 1834 è una pianta della famiglia delle Asparagaceae, originaria degli altopiani del Messico.
Si deve all'esploratore Galeotti il suo arrivo in Italia nel 1834.

## Descrizione
È una specie di medie dimensioni. La rosetta di foglie verde-azzurre prive di spine di forma lanceolata che raggiungono anche 50–70 cm di lunghezza. In età adulta sviluppa un caule che la eleva fino ad un metro e mezzo di altezza. L'inflorescenza è costituita da un racemo che può raggiungere anche i 3 metri di altezza, i fiori sono giallo-verdastri.